# Unicodeblock Zusätzliche Interpunktion
Der Unicodeblock Zusätzliche Interpunktion (engl.: Supplemental Punctuation, U+2E00 bis U+2E7F) enthält weitere Interpunktionszeichen, die nicht im Unicodeblock Allgemeine Interpunktion (General Punctuation, U+2000 bis U+206F) enthalten sind. In erster Linie handelt es sich um Korrekturzeichen.

## Tabelle
Alle Zeichen haben die bidirektionale Klasse „Anderes neutrales Zeichen“.
| Unicodenummer  | Zeichen (400 %) | Kategorie                             | Offizielle Bezeichnung                 | Beschreibung                                            |
| -------------- | --------------- | ------------------------------------- | -------------------------------------- | ------------------------------------------------------- |
| U+2E00 (11776) | ⸀               | andere Interpunktion                  | RIGHT ANGLE SUBSTITUTION MARKER        | Rechtwinklige Ersetzungsmarke                           |
| U+2E01 (11777) | ⸁               | andere Interpunktion                  | RIGHT ANGLE DOTTED SUBSTITUTION MARKER | Punktierte rechtwinklige Ersetzungsmarke                |
| U+2E02 (11778) | ⸂               | Startinterpunktion                    | LEFT SUBSTITUTION BRACKET              | Linke Ersetzungsklammer                                 |
| U+2E03 (11779) | ⸃               | Endinterpunktion                      | RIGHT SUBSTITUTION BRACKET             | Rechte Ersetzungsklammer                                |
| U+2E04 (11780) | ⸄               | Startinterpunktion                    | LEFT DOTTED SUBSTITUTION BRACKET       | Linke punktierte Ersetzungsklammer                      |
| U+2E05 (11781) | ⸅               | Endinterpunktion                      | RIGHT DOTTED SUBSTITUTION BRACKET      | Rechte punktierte Ersetzungsklammer                     |
| U+2E06 (11782) | ⸆               | andere Interpunktion                  | RAISED INTERPOLATION MARKER            | Erhöhte Einschaltungsmarkierung                         |
| U+2E07 (11783) | ⸇               | andere Interpunktion                  | RAISED DOTTED INTERPOLATION MARKER     | Erhöhte punktierte Einschaltungsmarkierung              |
| U+2E08 (11784) | ⸈               | andere Interpunktion                  | DOTTED TRANSPOSITION MARKER            | Punktierte Umstellungsmarkierung                        |
| U+2E09 (11785) | ⸉               | Startinterpunktion                    | LEFT TRANSPOSITION BRACKET             | Linke Umstellungsmarkierung                             |
| U+2E0A (11786) | ⸊               | Endinterpunktion                      | RIGHT TRANSPOSITION BRACKET            | Rechte Umstellungsmarkierung                            |
| U+2E0B (11787) | ⸋               | andere Interpunktion                  | RAISED SQUARE                          | Erhöhtes Quadrat                                        |
| U+2E0C (11788) | ⸌               | Startinterpunktion                    | LEFT RAISED OMISSION BRACKET           | Linke erhöhte Auslassungsklamer                         |
| U+2E0D (11789) | ⸍               | Endinterpunktion                      | RIGHT RAISED OMISSION BRACKET          | Rechte erhöhte Auslassungsklamer                        |
| U+2E0E (11790) | ⸎               | andere Interpunktion                  | EDITORIAL CORONIS                      | Korrekturzeichen Koronis                                |
| U+2E0F (11791) | ⸏               | andere Interpunktion                  | PARAGRAPHOS                            | Paragraphos                                             |
| U+2E10 (11792) | ⸐               | andere Interpunktion                  | FORKED PARAGRAPHOS                     | Gegabelter Pragraphos                                   |
| U+2E11 (11793) | ⸑               | andere Interpunktion                  | REVERSED FORKED PARAGRAPHOS            | Gespiegelter gegabelter Paragraphos                     |
| U+2E12 (11794) | ⸒               | andere Interpunktion                  | HYPODIASTOLE                           | Hypodiastole                                            |
| U+2E13 (11795) | ⸓               | andere Interpunktion                  | DOTTED OBELOS                          | Punktierter Querstrich                                  |
| U+2E14 (11796) | ⸔               | andere Interpunktion                  | DOWNWARDS ANCORA                       | Nach unten gerichtetes Ankerzeichen                     |
| U+2E15 (11797) | ⸕               | andere Interpunktion                  | UPWARDS ANCORA                         | Nach oben gerichtetes Ankerzeichen                      |
| U+2E16 (11798) | ⸖               | andere Interpunktion                  | DOTTED RIGHT-POINTING ANGLE            | Punktierter rechtsgerichteter Winkel                    |
| U+2E17 (11799) | ⸗               | strichförmige Interpunktion           | DOUBLE OBLIQUE HYPHEN                  | Schräger Doppelbindestrich                              |
| U+2E18 (11800) | ⸘               | andere Interpunktion                  | INVERTED INTERROBANG                   | Gnaborretni                                             |
| U+2E19 (11801) | ⸙               | andere Interpunktion                  | PALM BRANCH                            | Palmenast                                               |
| U+2E1A (11802) | ⸚               | strichförmige Interpunktion           | HYPHEN WITH DIAERESIS                  | Bindestrich mit Trema                                   |
| U+2E1B (11803) | ⸛               | andere Interpunktion                  | TILDE WITH RING ABOVE                  | Tilde mit Kroužek                                       |
| U+2E1C (11804) | ⸜               | Startinterpunktion                    | LEFT LOW PARAPHRASE BRACKET            | Linke tiefstehende Paraphrasenklammer                   |
| U+2E1D (11805) | ⸝               | Endinterpunktion                      | RIGHT LOW PARAPHRASE BRACKET           | Rechte tiefstehende Paraphrasenklammer                  |
| U+2E1E (11806) | ⸞               | andere Interpunktion                  | TILDE WITH DOT ABOVE                   | Tilde mit übergesetztem Punkt                           |
| U+2E1F (11807) | ⸟               | andere Interpunktion                  | TILDE WITH DOT BELOW                   | Tilde mit untergesetztem Punkt                          |
| U+2E20 (11808) | ⸠               | Startinterpunktion                    | LEFT VERTICAL BAR WITH QUILL           | Linker Vertikalstrich mit Abzweig                       |
| U+2E21 (11809) | ⸡               | Endinterpunktion                      | RIGHT VERTICAL BAR WITH QUILL          | Rechter Vertikalstrich mit Abzweig                      |
| U+2E22 (11810) | ⸢               | öffnende Punktierung (eines Paars)    | TOP LEFT HALF BRACKET                  | Obere, linke Halbklammer                                |
| U+2E23 (11811) | ⸣               | schließende Punktierung (eines Paars) | TOP RIGHT HALF BRACKET                 | Obere, rechte Halbklammer                               |
| U+2E24 (11812) | ⸤               | öffnende Punktierung (eines Paars)    | BOTTOM LEFT HALF BRACKET               | Untere, linke Halbklammer                               |
| U+2E25 (11813) | ⸥               | schließende Punktierung (eines Paars) | BOTTOM RIGHT HALF BRACKET              | Untere, rechte Halbklammer                              |
| U+2E26 (11814) | ⸦               | öffnende Punktierung (eines Paars)    | LEFT SIDEWAYS U BRACKET                | Linke, seitliche U-Klammer                              |
| U+2E27 (11815) | ⸧               | schließende Punktierung (eines Paars) | RIGHT SIDEWAYS U BRACKET               | Rechte, seitliche U-Klammer                             |
| U+2E28 (11816) | ⸨               | öffnende Punktierung (eines Paars)    | LEFT DOUBLE PARENTHESIS                | Linke Doppelanführung                                   |
| U+2E29 (11817) | ⸩               | schließende Punktierung (eines Paars) | RIGHT DOUBLE PARENTHESIS               | Rechte Doppelanführung                                  |
| U+2E2A (11818) | ⸪               | andere Interpunktion                  | TWO DOTS OVER ONE DOT PUNCTUATION      | Zwei Punkte über einem Punkt                            |
| U+2E2B (11819) | ⸫               | andere Interpunktion                  | ONE DOT OVER TWO DOTS PUNCTUATION      | Ein Punkt über zwei Punkte                              |
| U+2E2C (11820) | ⸬               | andere Interpunktion                  | SQUARED FOUR DOT PUNCTUATION           | Quadratische vier Punkte                                |
| U+2E2D (11821) | ⸭               | andere Interpunktion                  | FIVE DOT MARK                          | Fünf-Punkt-Marke                                        |
| U+2E2E (11822) | ⸮               | andere Interpunktion                  | REVERSED QUESTION MARK                 | Gespiegeltes Fragezeichen                               |
| U+2E2F (11823) | ⸯ               | modifizierender Buchstabe             | VERTICAL TILDE                         | Senkrechte Tilde                                        |
| U+2E30 (11824) | ⸰               | andere Interpunktion                  | RING POINT                             | Ringförmiger Punkt                                      |
| U+2E31 (11825) | ⸱               | andere Interpunktion                  | WORD SEPARATOR MIDDLE DOT              | Worttrenner-Mittelpunkt                                 |
| U+2E32 (11826) | ⸲               | andere Interpunktion                  | TURNED COMMA                           | Gedrehtes Komma                                         |
| U+2E33 (11827) | ⸳               | andere Interpunktion                  | RAISED DOT                             | Erhöhter Punkt                                          |
| U+2E34 (11828) | ⸴               | andere Interpunktion                  | RAISED COMMA                           | Erhöhtes Komma                                          |
| U+2E35 (11829) | ⸵               | andere Interpunktion                  | TURNED SEMICOLON                       | Gedrehtes Semikolon                                     |
| U+2E36 (11830) | ⸶               | andere Interpunktion                  | DAGGER WITH LEFT GUARD                 | Linke Hälfte vom Kreuzzeichen                           |
| U+2E37 (11831) | ⸷               | andere Interpunktion                  | DAGGER WITH RIGHT GUARD                | Rechte Hälfte vom Kreuzzeichen                          |
| U+2E38 (11832) | ⸸               | andere Interpunktion                  | TURNED DAGGER                          | Gedrehtes Kreuzzeichen                                  |
| U+2E39 (11833) | ⸹               | andere Interpunktion                  | TOP HALF SECTION SIGN                  | Obere Hälfte vom Paragraphenzeichen                     |
| U+2E3A (11834) | ⸺               | strichförmige Interpunktion           | TWO-EM DASH                            | Doppelgeviertstrich                                     |
| U+2E3B (11835) | ⸻               | strichförmige Interpunktion           | THREE-EM DASH                          | Dreifachgeviertstrich                                   |
| U+2E3C (11836) | ⸼               | andere Interpunktion                  | STENOGRAPHIC FULL STOP                 | Stenografisches Endezeichen                             |
| U+2E3D (11837) | ⸽               | andere Interpunktion                  | VERTICAL SIX DOTS                      | Sechs Punkte senkrecht                                  |
| U+2E3E (11838) | ⸾               | andere Interpunktion                  | WIGGLY VERTICAL LINE                   | Senkrechte Wellenlinie                                  |
| U+2E3F (11839) | ⸿               | andere Interpunktion                  | CAPITULUM                              | Kapitelzeichen                                          |
| U+2E40 (11840) | ⹀               | strichförmige Interpunktion           | DOUBLE HYPHEN                          | Doppelbindestrich                                       |
| U+2E41 (11841) | ⹁               | andere Interpunktion                  | REVERSED COMMA                         | Gespiegeltes Komma                                      |
| U+2E42 (11842) | ⹂               | öffnende Punktierung (eines Paars)    | DOUBLE LOW-REVERSED-9 QUOTATION MARK   | Doppelte untere gespiegelte 9-förmige Anführungszeichen |
| U+2E43 (11843) | ⹃               | andere Interpunktion                  | DASH WITH LEFT UPTURN                  | Strich mit linkem Haken nach oben                       |
| U+2E44 (11844) | ⹄               | andere Interpunktion                  | DOUBLE SUSPENSION MARK                 | Doppeltes Aussetzungszeichen                            |
| U+2E45 (11845) | ⹅               | andere Interpunktion                  | INVERTED LOW KAVYKA                    | Umgekehrte tiefe Kawyka                                 |
| U+2E46 (11846) | ⹆               | andere Interpunktion                  | INVERTED LOW KAVYKA WITH KAVYKA ABOVE  | Umgekehrte tiefe Kawyka mit übergesetzter Kawyka        |
| U+2E47 (11847) | ⹇               | andere Interpunktion                  | LOW KAVYKA                             | Tiefe Kawyka                                            |
| U+2E48 (11848) | ⹈               | andere Interpunktion                  | LOW KAVYKA WITH DOT                    | Tiefe Kawyka mit Punkt                                  |
| U+2E49 (11849) | ⹉               | andere Interpunktion                  | DOUBLE STACKED COMMA                   | Doppelt gestapeltes Komma                               |
| U+2E4A (11850) | ⹊               | andere Interpunktion                  | DOTTED SOLIDUS                         | Punktierter Schrägstrich                                |
| U+2E4B (11851) | ⹋               | andere Interpunktion                  | TRIPLE DAGGER                          | Dreibalkenkreuz                                         |
| U+2E4C (11852) | ⹌               | andere Interpunktion                  | MEDIEVAL COMMA                         | Mittelalterliches Komma                                 |
| U+2E4D (11853) | ⹍               | andere Interpunktion                  | PARAGRAPHUS MARK                       | Paragraphus-Zeichen                                     |
| U+2E4E (11854) | ⹎               | andere Interpunktion                  | PUNCTUS ELEVATUS MARK                  | Punctus Elevatus                                        |
| U+2E4F (11855) | ⹏               | andere Interpunktion                  | CORNISH VERSE DIVIDER                  | Kornischer Verstrenner                                  |
| U+2E50 (11856) | ⹐               | anderes Symbol                        | CROSS PATTY WITH RIGHT CROSSBAR        | Tatzenkreuz mit rechtem Querbalken                      |
| U+2E51 (11857) | ⹑               | anderes Symbol                        | CROSS PATTY WITH LEFT CROSSBAR         | Tatzenkreuz mit linkem Querbalken                       |
| U+2E52 (11858) | ⹒               | andere Interpunktion                  | TIRONIAN SIGN CAPITAL ET               | Großes tironisches Et                                   |